# Легузия
Легузия (лат. Legousia) — род травянистых растений семейства Колокольчиковые (Campanulaceae).
Род назван в честь французского учёного Бениня Ле Гу де Жерлана (1695—1774).

## Описание
Невысокие однолетние травянистые растения. Стебли простые или слабо ветвистые от основания. Листья очередные, мелкие, нижние — короткочерешковые, верхние — сидячие, без розетки.
Цветки собраны в кистевидные или метелковидные соцветия. Чашечка 5-раздельная, с длинной призматической или обратноконической трубкой. Венчик 5-лопастный, колесовидный или ширококолокольчатый, розовый, сиреневый, синеватый, голубой, беловатый или белый. Тычинок 5, свободных, нити короткие, пыльники длинные, почти нитевидные. Столбик не выставляющийся, рыльце 3-надрезное. Завязь 3-гнёздная. Плод — удлиненно призматическая коробочка. Семена мелкие, округлые, яйцевидные, чечевицеобразные или эллиптические, несколько сплюснутые, коричневые, блестящие.

## Виды
Род включает 8 видов:
- Legousia falcata (Ten.) Fritsch ex Janch. — Легузия серповидная
- Legousia hybrida (L.) Delarbre — Легузия гибридная
- Legousia julianii (Batt.) Briq.
- Legousia pentagonia (L.) Thell. — Легузия пятиугольная
- Legousia scabra (Lowe) Gamisans
- Legousia skvortsovii Proskur. — Легузия Скворцова
- Legousia snogerupii Biel & Kit Tan
- Legousia speculum-veneris (L.) Chaix — Легузия зеркало Венеры